# 柳樹林 (特拉華州)
柳樹林（英語：Willow Grove）是位於美國特拉華州肯特縣的一個非建制地區。該地的面積和人口皆未知。

## 地理
柳樹林的座標為39°4′15″N 75°37′42″W / 39.07083°N 75.62833°W，而該地的平均海拔高度為17米（即56英尺）。